# NGC 4881
NGC 4881 (други обозначения – UGC 8106, MCG 5-31-75, ZWG 160.238, DRCG 27 – 217, PGC 44686) е елиптична галактика (E) в съзвездието Косите на Вероника.
Обектът присъства в оригиналната редакция на „Нов общ каталог“.